# Мынжылкы (урочище)
Мынжылкы (каз. Мыңжылқы) — урочище (или ущелье) на северных склонах гор Заилийского Алатау, расположено у истоков реки Малая Алматинка на высотах 3000—3300 метров над уровнем моря.

## Этимология
В переводе с казахского языка означает «тысяча лошадей», то есть место, пригодное для выпаса множества лошадей.

## География
Мынжылкы — широкая плоская долина с крутыми склонами, которая окружена ледниками. Длина около — 4 километров.
На территории имеется стационарная круглогодичная метеостанция и плотина. Посмотреть на альпийские луга и большой моренный вал ледника Туюк-Су можно за плотиной.
От Мынжылкы можно подняться к гляциологической станции Туюксу-1 (3400 м), на Альпинград (3450 м), откуда альпинисты совершают восхождения на вершины Малоалматинского узла, на перевал Титова (3630 м). Климат горный, среднегодовая температура −2,7 °С, 237 дней в году лежит снег, осадков выпадает 743 миллиметра в год. Здесь же на высоте 3020 метров над уровнем моря реку Малая Алматинка перегораживает противоселевая плотина — металлическая сетка, заполненная камнями высотой 17,0 м, длиной 300 м и ёмкостью селехранилища 0,23 млн м3. Рядом с плотиной находится гидрометеорологическая станция Мынжылкы, ведущая свои наблюдения с 1936 года. От плотины видны пики Орджоникидзе и Туюксу. В северном направлении от урочища Мынжилки, справа в гребне над дорогой, виден скальный бастион вершины Йошкар-Ола.
Отсюда открывается панорама на центральную часть ледника Туюксу и на отрог Кумбель на западе, где расположены вершины Локомотив, З. Космодемьянской, Молодежная, Титова.
От стоянки «Альпинград» через перевалы Пионер и Учитель можно попасть на ледник Богдановича, дающий начало речке Сауруксай, впадающей в реку Левый Талгар. Перевал Маншук Маметовой выводит в ущелье Левый Талгар на «Солнечную поляну». Со стоянки «Альпинград» совершаются восхождения на вершины Амангельды, массив Пионер-Учитель, Героев-Панфиловцев, Маншук Маметовой, Антикайнена. Далее находится широко известное моренное озеро № 6.
Горное плато Мынжылки расположено у истоков реки Малая Алматинка в 28 километрах южнее Алматы. Урочище окружают ледники Туюксу. Чтобы добраться до Мынжилкы, сначала надо доехать до Медео, затем продолжить путь на канатной дороге до Чимбулака, дальше идти пешком 5.7 км. Погода, как и везде в горах, может поменяться внезапно, особенно за «Воротами», где туристов часто встречает сильный встречный ветер. Выше начала тропы на «Альпинград», между правым склоном и моренами ледника Туюксу, имеются ещё две стоянки — «Ташкент» и «Чёрный камень». Стоянка «Ташкент» — это небольшая замкнутая травянистая площадка, не продуваемая ветрами. Стоянка «Чёрный камень» расположена выше и названа так по характерному большому камню тёмного цвета. С этих стоянок совершаются восхождения на вершины цирка ледника Туюксу, расположенные в Мало-Алматинском отроге, или проходятся категорийные перевалы в Мало-Алматинском отроге, южнее пика М. Маметовой, ведущие в ущелье Левый Талгар.

## Охрана объекта
За сохранность и охрану памятника ответственность возложена на Администрацию Иле-Алатауского государственного национального природного парка. Имеет благоприятную акустическую среду (тишина, мелодичные звуки в природе). Рекомендуемые периоды посещений: май — октябрь. Маршрут лавиноопасный, а именно после снегопадов и в весеннее время.